# 6 شوال
- السبت
- الأحد
- الاثنين
- الثلاثاء
- الأربعاء
- الخميس
- الجمعة

- 2929 مارس 2025
- 130 مارس 2025
- 231 مارس 2025
- 31 أبريل 2025
- 42 أبريل 2025
- 53 أبريل 2025
- 64 أبريل 2025
- 75 أبريل 2025
- 86 أبريل 2025
- 97 أبريل 2025
- 108 أبريل 2025
- 119 أبريل 2025
- 1210 أبريل 2025
- 1311 أبريل 2025
- 1412 أبريل 2025
- 1513 أبريل 2025
- 1614 أبريل 2025
- 1715 أبريل 2025
- 1816 أبريل 2025
- 1917 أبريل 2025
- 2018 أبريل 2025
- 2119 أبريل 2025
- 2220 أبريل 2025
- 2321 أبريل 2025
- 2422 أبريل 2025
- 2523 أبريل 2025
- 2624 أبريل 2025
- 2725 أبريل 2025
- 2826 أبريل 2025
- 2927 أبريل 2025
- 3028 أبريل 2025
- 129 أبريل 2025
- 230 أبريل 2025
- 31 مايو 2025
- 42 مايو 2025

6 شوَّال أو 6 شوَّال المُکَرَّم أو 6 شوَّال المكرَّمة أو يوم 6 \ 10 (اليوم السادس من الشهر العاشر) هو اليوم الثاني والسبعون بعد المائتين (272) من أيَّام السنة (أو الثالث والسبعون بعد المائتين لو كان شهر شعبان مُتممًا لليوم الثلاثين أو الرابع والسبعون بعد المائتين لو أتم كلاً من صفر وربيع الآخر وجمادى الآخرة وشعبان ثلاثين يوماً) وفق التقويم الهجري القمري (العربي). يبقى بعده 82 أو 83 يومًا لانتهاء السنة.

## أحداث
- 367هـ - صلب الوزير أبو طاهر محمد بن بقية بن علي وزير عز الدولة بختيار بن معز الدولة بن بويه، وذلك بعد أن ملك عضد الدولة ببغداد.
- 403هـ - مقتل المؤرخ والحافظ الأندلسي أبو الوليد عبد الله بن محمد بن يوسف بن نصر الأزدي الأندلسي المعروف بابن الفرضي، على يد البربر بعد أن دخلوا قرطبة مع سليمان المستعين بالله.
- 1190هـ - افتتاح مدرسة الهندسة البحرية الإمبراطورية في الدولة العثمانية لتدريب وتخريج الضباط البحريين، وكانت لهذه المدارس مكتبات بلغات أجنبية، ومطابع، وأساتذة أجانب.
- 1276هـ - التوقيع على معاهدة واد راس بين المغرب وإسبانيا.
- 1299هـ - الإنجليز يحتلون بورسعيد والإسماعيلية وذلك في بداية الاحتلال الإنجليزي لمصر.
- 1318هـ - القوات الفرنسية في الجزائر تصادر أملاك المشاركين في ثورة عين التركي.
- 1329هـ - إيطاليا تعلن الحرب على الدولة العثمانية.
- 1372هـ - إعلان قيام الجمهورية في مصر، وتنصيب محمد نجيب رئيسًا لها.
- 1375هـ - مصر تعترف بجمهورية الصين الشعبية، وإقامة علاقات دبلوماسية بين البلدين؛ ما دفع الصين إلى تأييد تأميم قناة السويس، ومساندة مصر أثناء العدوان الثلاثي، وتخفيف حدة الحصار الغربي عن مصر، بقيامها بشراء القطن المصري.
- 1384هـ - الملاكم الأمريكي كاسيوس كلاي يعلن إسلامه ويغير اسمه إلى محمد علي كلاي.
- 1393هـ - شركات الطيران الأمريكية تلغي 160 رحلة يومية لمواجهة أزمة الوقود بسبب منع الدول العربية تصدير البترول لها نتيجة حرب أكتوبر (حرب العاشر من رمضان).
- 1405هـ - مركبة الفضاء ديسكفري تنطلق وعلى متنها العربي الأمير سلطان بن سلمان.
- 1416هـ - افتتاح متحف الخزف الإسلامي في مصر الواقع في ضاحية الزمالك، وتبلغ مساحته 420م2، ويعرض 315 قطعة خزفية نادرة.
- 1420هـ - النيابة العامة الإسرائيلية توجه لائحة اتهام ضد إسرائيلي عمره 39 عامًا من مستوطني القدس الغربية هدد بقتل رئيس الحكومة إيهود باراك حالما يجده أو يلتقي به.
- 1425هـ -
  - القوات الإسرائيلية تقتل 3 جنود مصريون على الحدود بين مصر وقطاع غزة.
  - الشرطة الإسبانية تعتقل مراسل قناة الجزيرة تيسير علوني بينما كان متوجهًا إلى مكان عمله بمدينة غرناطة، ولم تقدم الشرطة في ذلك الوقت للسيدة فاطمة زوجة علوني أي تفسير أو أسباب لهذا الاعتقال.
- 1436هـ - جامعة برمنغهام تُعلن عن عُثورها على مخطوطةٍ قُرآنيَّةٍ ترجع إلى العصر النبوي، بعد أن كانت قد دُمجت بالخطأ مع مخطوطةٍ أُخرى طيلة سنوات.
- 1443هـ - فوز التونسية أُنس جابر، المصنفة العاشرة عالمياً في بطولة مدريد المفتوحة للأساتذة، بعد فوزها على الأمريكية جيسيكا بيغلا، لتصبح أول لاعبة عربية وإفريقية تفوز بأحد بطولات التنس الكُبرى التسع.

## مواليد
- 1319هـ - ناظم حكمت، شاعر تركي.
- 1324هـ - سعيد فائق عباسي، روائي وشاعر تركي.
- 1336هـ - زكي ناصيف، ملحن ومطرب لبناني.
- 1354هـ - سلمان بن عبد العزيز آل سعود، ملك المملكة العربية السعودية.
- 1387هـ - أحمد عيد، ممثل مصري.
- 1393هـ - عبد الفتاح بوعكاز، إعلامي وشاعر جزائري.
- 1397هـ - أشرف إحسان فقيه، قاص وكاتب سعودي.
- 1399هـ - غزلان ناصر، ممثلة لبنانية تعيش في السعودية.

## وفيات
- 403هـ - ابن الفرضي، مؤرخ وإمام حافظ أندلسي.
- 1303هـ - محمود حمدي الفلكي، عالم فلكي مصري عثماني.
- 1356 هـ - محمود أحمد السيد، كاتب روائي وصحفي ومترجم عراقي.
- 1414هـ - يحيى شاهين، ممثل مصري.
- 1415هـ - نجيب الكيلاني، أديب مصري.
- 1431هـ - محمد أركون، مفكر وباحث أكاديمي ومؤرخ جزائري.
- 1442 هـ - عبد الخالق الغانم مخرج سعودي.

## وصلات خارجية
- موقع قصة الإسلام: حدث في شهر شوَّال.